# 林纳斯定律
林纳斯定律（Linus' Law）以Linux创始人林纳斯·托瓦兹（Linus Torvalds）的名字来命名，但最先由埃里克·斯蒂芬·雷蒙（Eric S. Raymond）的作品《大教堂和市集》（The Cathedral and the Bazaar）中所提出。
該定律表示：「足够多的眼睛，就可让所有问题浮现」（given enough eyeballs, all bugs are shallow）更正式地来说：「只要有足够的单元测试员及共同开发者，所有问题都会在很短时间内被发现，而且能够很容易被解决」。软件审查的一种形式是将代码展示多开发者以达成共识。代码审查能让研究者和开发者工作更有效率，且比软件测试更高效。

## 参看
- 開源軟體
- 同行评议（Peer review）
- 《大教堂和市集》（The Cathedral and the Bazaar）